# تکیه (زبان‌شناسی)
تکیه در آواشناسی، تأکیدِ داده‌شده به یک هجا از سخن که به‌وسیلهٔ تلفظِ شدیدترِ آن هجا صورت می‌گیرد «تکیه» نام دارد. در بسیاری از زبان‌ها، گاهی تفاوت محل تکیه در کلام منجر به تفاوت معنا می‌شود.

## تکیه در زبان فارسی
در فارسی معیار و در حالت بی‌نشان، در واژه‌های قاموسی مثل فعل، اسم، صفت، قید تکیه روی هجای پایانی قرار می‌گیرد، مگر آنکه کلمه دارای وندِ تصریفی (مانند «-ها» در اسم‌ها یا «-تر» در صفت‌ها و قیدها) یا وندِ اشتقاقی باشد. دراین‌صورت، تکیه روی دورترین وند قرار می‌گیرد (یعنی گریز از مرکز). واژه‌بست‌ها (مثل ضمایر متصل)، تکیه را جذب نمی‌کنند؛ بنابراین، در فعل‌ها، پیشوند «می-» یا نشانهٔ صفت مفعولی تکیه را جذب می‌کنند، درحالی‌که شناسه‌ها تکیه را جذب نمی‌کنند. همچنین، در کلمه‌ای مانند «نمی‌دانم»، نشانهٔ نفی تکیه را جذب می‌کند، زیرا دورترین وندِ تصریفی است.
هنگامی که اسم در حالت منادا قرار می‌گیرد (حالت نشان‌دار)، تکیه آن روی هجای آغازین خواهد بود.
در برخی از ادوات و حروف ربط و برخی از قیدها، تکیه بر روی هجای آغازین قرار دارد؛ مانند: «مرسی»، «شاید»، «بلکه»، «اگر»، «وقتی»، و «حتی».
در فارسیِ مناطقی غیر از تهران، برخی از این قوانین ممکن است تغییر کنند؛ مثلاً در گویش یزدی تکیهٔ اسم و صفت اصولاً روی هجای آغازین است.

## تکیه در زبان‌های دیگر
در زبان فراساخته‌ی اسپرانتو، آکسان یا تکیه همیشه بر روی بخش ماقبلِ آخرِ هر واژه قرار می‌گیرد. مثلاً در واژهٔ banano تکیه روی بخش "na" (بخش یکی مانده به آخر) است.
در انگلیسی، جای تکیه بسیار متغیر است، اما تکیهٔ اسم، صفت و قید به‌ندرت روی هجای پایانی قرار می‌گیرد و چنین کلماتی در بسیاری از موارد کلمات دخیل هستند.

در عربی، نظام تکیه پیچیده است و بیشتر مبتنی بر طول هجاهاست تا محل قرار گرفتن آن‌ها.

در فرانسوی، معمولاً گفته می‌شود تکیه روی هجای پایانی است، اگرچه زبان‌شناسان معتقدند در این زبان اصلاً تکیه به مفهوم واقعی وجود ندارد.

در لهستانی، تکیهٔ اسم‌ها روی هجای یکی‌مانده‌به‌آخر است.

در سواحلی، تکیهٔ اسم‌ها روی هجای یکی‌مانده‌به‌آخر است.

در مجاری و فنلاندی، تکیه روی هجای آغازین است.